# Bjergærenpris
Bjergærenpris (Veronica montana), ofte skrevet bjerg-ærenpris, er en flerårig, 10-30 centimeter høj plante i vejbred-familien. Den ligner tveskægget ærenpris, men bladene er tydeligt stilkede og stænglen er alsidigt håret. Desuden er blomsterne blegblå til lyst rosa.
I Danmark er arten temmelig almindelig i løvskove på muldbund, ofte på fugtige steder. Den blomstrer i maj til juli.